# Ценич (Белуно)
Ценич је насеље у Италији у округу Белуно, региону Венето.
Према процени из 2011. у насељу је живело 98 становника. Насеље се налази на надморској висини од 815 м.